# Bartholomäus Widmayer
Bartholomäus Widmayer  OCist, geborener Rudolf Widmayer, (* 15. September 1873 in Stratzing, Niederösterreich; † 24. März 1931 in Loiwein, Niederösterreich) war ein  österreichischer Ordenspriester und Schriftsteller.

## Leben
Als Sohn einer Stratzinger Gastwirt-Familie trat Rudolf Widmayer 1896 in das Zisterzienserstift Lilienfeld ein und nahm den Ordensnamen Bartholomäus an. Nach seinem Philosophie- und Theologiestudium in Heiligenkreuz empfing er 1901 die Priesterweihe in St. Pölten. Er wirkte am Sängerknabeninstitut Lilienfeld, als Kaplan in den Stiftspfarren Obermeisling, Annaberg und Lilienfeld, als Pfarrvikar in Josefsberg und Loiwein. 
Schon vor 1900 veröffentlichte er von ihm erstellte Erzählungen und Gedichte in Zeitungen und Sammlungen. Nach 1904 schrieb er auch dramatische Werke. An die zwanzig Stücke – in Schriftsprache und in Mundart – sind von ihm erhalten. Sie sind bei verschiedenen Verlagen veröffentlicht worden. Die Werke zeigen die Vertrautheit des Zisterzienserpaters Bartholomäus Widmayer mit den Gedanken der Landbevölkerung seiner Zeit. Er konnte manche Abläufe des alltäglichen Lebens sehr realitätsnah schildern und Charaktere pointiert beschreiben.
P. Bartholomäus starb im Alter von 57 Jahren am 24. März 1931 und wurde in Loiwein bestattet. Drei seiner Neffen waren auch Zisterzienser in Lilienfeld.
Die Theaterspielgruppe Lilienfeld spielte im März 2015 mehrere seiner Possen (in gekürzter Form) und machte damit auf ihn aufmerksam.

## Werke (Auswahl)
- Auf der Eisenbahn, heitere Skizze aus dem österr. Gymnasialleben, in: Augsburger Postzeitung 28 (1898) 218.
- Die Weinlese in der Wachau, Skizze aus dem niederösterreichischen Volksleben, in: ebenda (1898) 232.
- Ein Duell auf der Alm, Posse in einem Akt (Lilienfeld 1910).
- Der Traum der Germania, Festspiel für katholische Mädchenvereinsbühnen (München 1917).
- Der Afrikaforscher am Kochherd, Zukunftsposse in zwei Aufzügen (München 1917).
- Das Bild des Foxl, Schwank in zwei Aufzügen (München 1917).
- Die Burgl von der Straß, Volksstück mit Gesang in fünf Aufzügen (Lilienfeld 1919).
- Erdäpfel in Montur, Schwank in einem Aufzug (Lilienfeld 1919).
- Der billige Knecht, Schwank in zwei Aufzügen (Linz 1924).

## Bibliographie
- Eugen Müller: Profeßbuch des Zisterzienserstiftes Lilienfeld. St. Ottilien 1996, bes. S. 389–392.

| Personendaten    | Personendaten                                      |
| ---------------- | -------------------------------------------------- |
| NAME             | Widmayer, Bartholomäus                             |
| ALTERNATIVNAMEN  | Widmayer, Rudolf                                   |
| KURZBESCHREIBUNG | österreichischer Ordenspriester und Schriftsteller |
| GEBURTSDATUM     | 15. September 1873                                 |
| GEBURTSORT       | Stratzing, Niederösterreich                        |
| STERBEDATUM      | 24. März 1931                                      |
| STERBEORT        | Loiwein, Niederösterreich                          |